# Don Juan i Soho
Don Juan i Soho (originaltitel: Don Juan in Soho) är en teaterpjäs skriven av Patrick Marber. Det är en modernare omarbetning av Molières pjäs Dom Juan och hade premiär i London 2006.

## På svenska
En svensk uppsättning av denna pjäs sattes år 2007 upp på Stadsteatern i Stockholm, med Björn Kjellman i huvudrollen som "DJ".